# ヘレン・ホートン
ヘレン・ホートン（Helen Horton、1923年-2007年）は、アメリカ合衆国の女優。イリノイ州シカゴ生まれ。孫娘はリリー・ジェームズ。

## 主な出演作品
- エイリアン Alien (1979)
- フェイズIV 戦慄!昆虫パニック (1974)
- 暴かれた殺意 (1968)
- 名探偵ポワロ(ドラマ)|(1992)『愛国殺人』ジュリア・オリヴェラ